# Titularbistum Cissi
Cissi ist ein Titularbistum der römisch-katholischen Kirche.
Es geht zurück auf einen antiken Bischofssitz in der gleichnamigen Stadt, die sich in der römischen Provinz Mauretania Caesariensis befand.
| Titularbischöfe von Cissi |                                         |                                                                    |                   |                   |
| Nr.                       | Name                                    | Amt                                                                | von               | bis               |
| 1                         | Jean de Capistran Aimé Cayer OFM        | Apostolischer Vikar von Alexandria in Ägypten (Ägypten)            | 17. Juni 1949     | 13. April 1978    |
| 2                         | Augusto Vargas Alzamora SJ              | Apostolischer Vikar von Jaén en Peru o San Francisco Javier (Peru) | 8. Juni 1978      | 30. Dezember 1989 |
| 3                         | Olindo Natale Spagnolo Martellozzo MCCJ | Weihbischof in Guayaquil (Ecuador)                                 | 2. Februar 1990   | 23. Juli 2008     |
| 4                         | Enrique Eguía Seguí                     | Weihbischof in Buenos Aires (Argentinien)                          | 4. September 2008 | 28. Oktober 2023  |